# Brett Prahl
Brett Prahl (East Troy, Wisconsin, 6 de octubre de 1994) es un baloncestista estadounidense que pertenece a la plantilla del Polpharma Starogard Gdański de la PLK, la primera división polaca. Con 2,06 metros de estatura, juega en la posición de ala-pívot.

## Trayectoria deportiva

### Universidad
Jugó cuatro temporadas con los Panthers de la Universidad de Wisconsin-Milwaukee en las que promedió 5,4 puntos y 2,9 rebotes por partido. En su última temporada lideró la Horizon League y acabó en novena posición de toda la División I de la NCAA en porcentaje de tiros de campo, con un 62,2% (130 de 209), marca que es la tercera mejor en la historia de los Panthers.

### Profesional
Tras no ser elegido en el Draft de la NBA de 2018, el 22 de agosto firmó su primer contratoprofesional con el Polpharma Starogard Gdański de la PLK, la primera división polaca. En su primera temporada promedió 7,0 puntos y 3,7 rebotes por partido.